# بحيرة فاسترابور

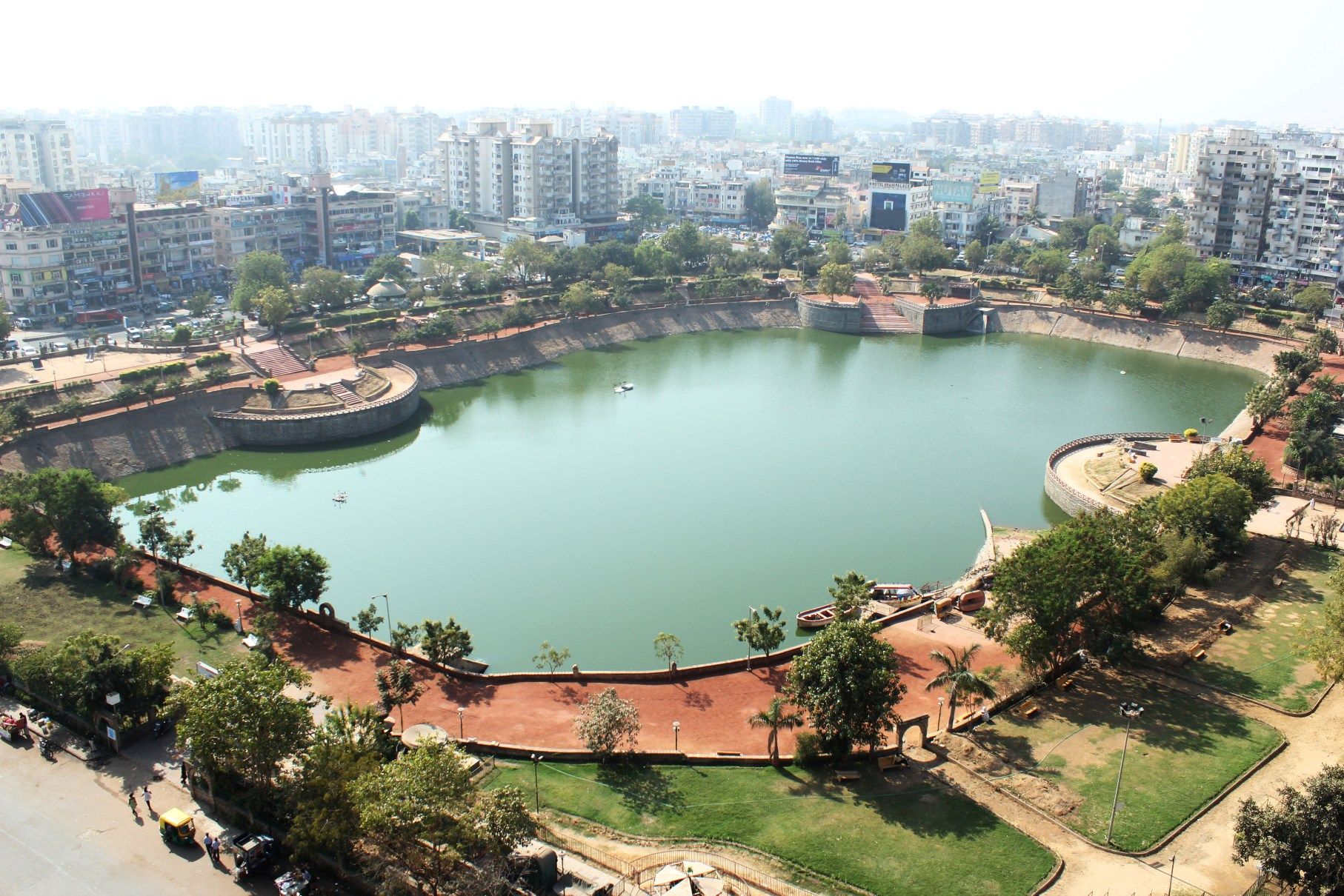
بحيرة فاسترابور, 2012

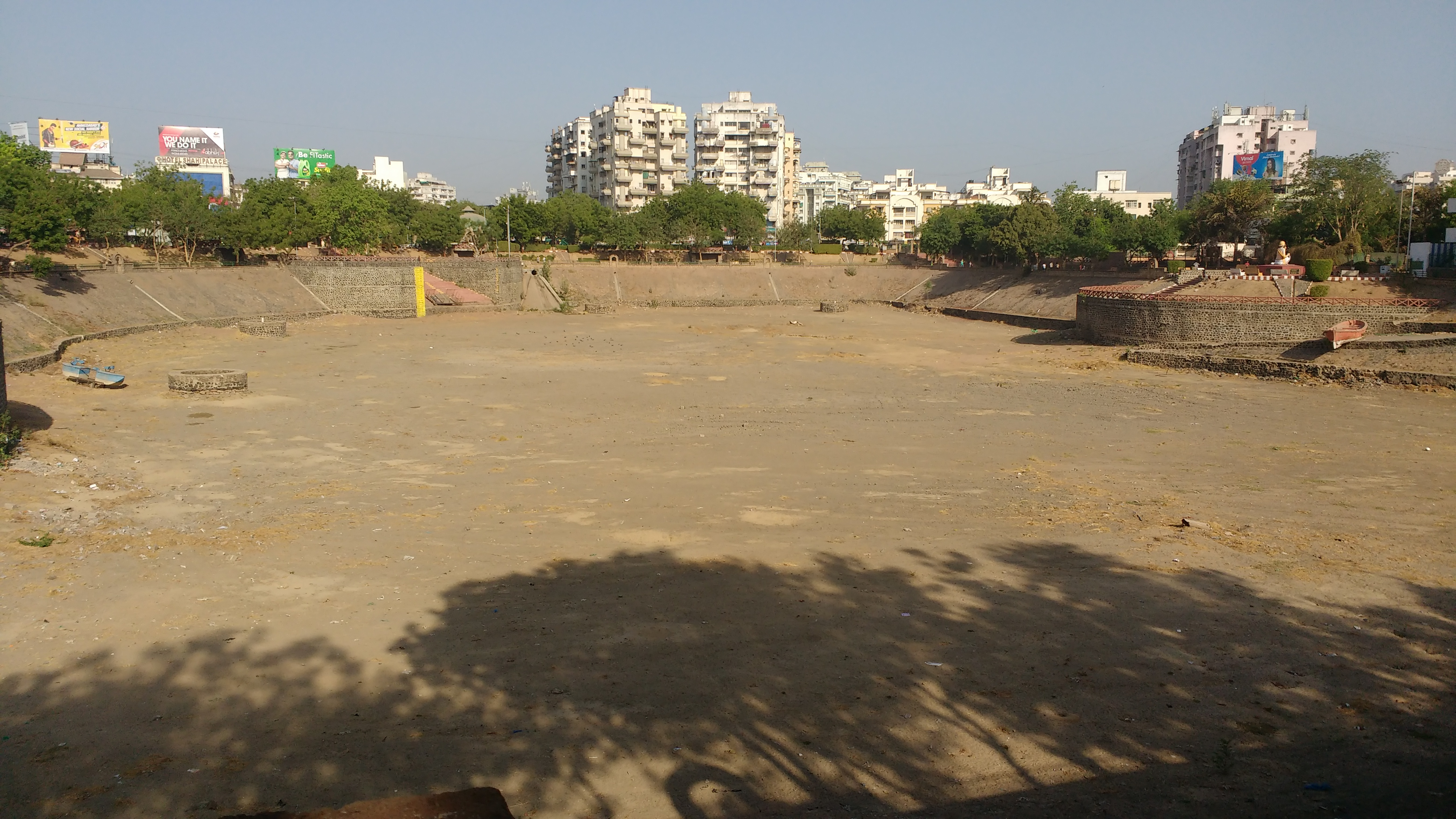
بحيرة فاسترابور, 2017

```
بحيرة فاسترابور
 تقع في الجزء الغربي من 
أحمد آباد
.وبعدها سميت رسميا نارسينه مهتا.وقد تم تجميل وترميم البحيرة من قبل مؤسسة بلدية أحمد آباد بعد عام 2002 ومنذ ذلك الحين أصبحت نقطة شعبية في المدينة. وفي عطلة نهاية الأسبوع يزورها عدد كبير من الناس حيث تضم حاليا مسرحا في الهواء الطلق وحديقة للأطفال.هناك مسار للركض في جميع أنحاء البحيرة والذي يخدم العديد من المشاة والذين يمارسون رياضة الركض في الصباح الباكر وفي المساء.كما أن المروج الخضراء المورقة والمحيطة بهذه البحيرة تشكل مركزا مركزيا في مدينة أحمد آباد، حيث تجري العديد من الفعاليات الثقافية حولها وبشكل منتظم حيث ان البحيرة محاطة بحدائق جميلة مع الكثير من الحجارة الجميلة.في بعض الأحيان، يسمح للمياه القادمة من نهر 
نارمادا
 أن تتدفق إلى هذه البحيرة.
[
1
]
 في عام 2013 وفي ذكرى نارسينه ميهتا تم تغيير اسم البحيرة إلى «بهكت كافي نارسينه مهتا ساروفار» وتم تثبيت تمثال نارسينه مهتا في حديقة البحيرة...
[
2
]
 في عام 2016 جفت مياه البحيرة بالكامل تقريبا وقامت الناس إزالة الأسماك الميتة من البحيرة ونقلت الأسماك الأخرى التي على قيد الحياة إلى أماكن أخرى.
[
3
]
```